# Vimmerby landsfiskalsdistrikt
Vimmerby landsfiskalsdistrikt var 1918–1964 ett landsfiskalsdistrikt i Kalmar län, bildat som Södra Vi landsfiskalsdistrikt när Sveriges indelning i landsfiskalsdistrikt trädde i kraft den 1 januari 1918, enligt beslut den 7 september 1917. Namnet ändrades 1 juli 1948 till Vimmerby landsfiskalsdistrikt. Den 1 januari 1965 avskaffades i Sverige samtliga landsfiskaler och landsfiskalsdistrikt, och deras arbetsuppgifter delades upp på de nyskapade indelningarna polisdistrikt, åklagardistrikt och kronofogdedistrikt.
Landsfiskalsdistriktet låg under länsstyrelsen i Kalmar län.

## Ingående områden
När Sveriges nya indelning i landsfiskalsdistrikt trädde i kraft den 1 oktober 1941 (enligt kungörelsen den 28 juni 1941) lämnades Södra Vi landsfiskalsdistrikt opåverkat, men regeringen anförde i kungörelsen att den ville i framtiden besluta om Vimmerby stads förenande med landsfiskalsdistriktet. 1 januari 1948 införlivades staden Vimmerby i landsfiskalsdistriktet, dock med bibehållande av stadsfiskalstjänsten i staden. Åklagarmyndigheten i staden skulle fortsatt utövas av stadsfiskalen. 1 juli 1948 förenades staden med distriktet även i utsökningshänseende, och tillhörde då i alla avseenden landsfiskalsdistriktet, samtidigt som stadsfiskals- och stadsfogdetjänsterna i Vimmerby upphörde. Samma datum ändrades distriktets namn till Vimmerby. När Sveriges nya indelning i landsfiskalsdistrikt trädde i kraft den 1 januari 1952 (enligt kungörelsen 1 juni 1951) ändrades distriktets omfattning.

### Från 1918
Sevede härad:
- Djursdala landskommun
- Frödinge landskommun
- Rumskulla landskommun
- Södra Vi landskommun

### Från 1948
- Vimmerby stad (dock inte i åklagarhänseende)

Sevede härad:
- Djursdala landskommun
- Frödinge landskommun
- Rumskulla landskommun
- Södra Vi landskommun

### Från 1 juli 1948
- Vimmerby stad

Sevede härad:
- Djursdala landskommun
- Frödinge landskommun
- Rumskulla landskommun
- Södra Vi landskommun

### Från 1 januari 1952
- Sevede landskommun
- Södra Vi landskommun
- Vimmerby stad